# 海达尔·扎菲尔
海达尔·扎菲尔（土耳其語：Haydar Zafer，1916年—1994年），土耳其男子摔跤运动员。他曾代表土耳其参加世界摔跤锦标赛，获得一枚金牌。他也曾参加1952年夏季奥林匹克运动会。